# Condado de Owsley
El condado de Owsley (en inglés: Owsley County), fundado en 1843, es uno de 120 condados del estado estadounidense de Kentucky. En el año 2000, el condado tenía una población de 4,858 habitantes y una densidad poblacional de 9 personas por km². La sede del condado es Booneville.

## Geografía
Según la Oficina del Censo, el condado tiene un área total de 513 km² (198,1 mi²), de la cual 513 km² (198,1 mi²) es tierra y 0 km² (0 mi²) (0.0%) es agua.

### Condados adyacentes
- Condado de Lee (norte)
- Condado de Breathitt (este)
- Condado de Perry (sureste)
- Condado de Clay (sur)
- Condado de Jackson (oeste)

## Demografía
Según la Oficina del Censo en 2000, los ingresos medios por hogar en el condado eran de $15,805, y los ingresos medios por familia eran $18,034. Los hombres tenían unos ingresos medios de $25,100 frente a los $18,203 para las mujeres. La renta per cápita para el condado era de $10,742. Alrededor del 45.4% de la población estaban por debajo del umbral de pobreza.

## Localidades
- Arnett
- Big Spring Neighborhood
- Blake
- Booneville
- Brewer Neighborhood
- Chestnut Gap
- Chestnut Neighborhood
- Conkling
- Couch Fork Neighborhood
- Couch Town Neighborhood
- Cowcreek
- Elk Lick Neighborhood
- Endee
- Eversole
- Fish Creek Neighborhood
- Hall Neighborhood
- Hogg Neighborhood
- Indian Creek Neighborhood
- Island City
- Lerose
- Levi
- Lucky Fork
- Major
- Mistletoe
- Moors Neighborhood
- Needmore Neighborhood
- Pebworth
- Pleasant Neighborhood
- Ricetown
- Rock Spring Neighborhood
- Rockhouse Neighborhood
- Scoville
- Sebastian
- Shephard Neighborhood
- Southfork
- Stacey Neighborhood
- Stay
- Sturgeon
- Sugar Camp Neighborhood
- Taft
- Travellers Rest
- Vincent
- Whoopflarea